# John D. M. McCallum
John „Johnnie“ D. M. McCallum, DSO, CBE, RM (* 2. September 1883; † 14. Januar 1967) war ein nordirischer Badmintonspieler und -funktionär. 

## Karriere
John McCallum gewann als Spieler 1927 die Welsh International, 1929 die Irish Open und 1933 die Dutch Open. Als Funktionär war er 52 Jahre Sekretär der Ulster-Region von Badminton Ireland und von 1961 bis 1963 Präsident der International Badminton Federation (IBF).

## Sportliche Erfolge
| Saison | Veranstaltung       | Disziplin    | Platz | Name                                   |
| ------ | ------------------- | ------------ | ----- | -------------------------------------- |
| 1927   | Welsh International | Herrendoppel | 1     | J. D. M. McCallum / Alan Titherley     |
| 1929   | Irish Open          | Herrendoppel | 1     | J. D. M. McCallum / George Alan Thomas |
| 1933   | Dutch Open          | Herrendoppel | 1     | J. D. M. McCallum / F. L. Treasure     |